# 小倉実華
小倉 実華（おぐら みか、1986年10月18日 - ）は、日本のフリーアナウンサー。オフィスキイワード大阪本社所属。兵庫県神戸市在住。

## 経歴
北海道で生まれた後、沖縄県と東京都八王子市で育つ。法政大学文学部日本文学科卒業。
オフィスキイワード所属以前には、NHK甲府放送局の契約キャスターを5年間、そして2015年4月からNHKラジオセンターの契約キャスターを務めていた。甲府局在籍中の2014年にNHK地域キャスター賞を、2015年にNHK甲府放送局長賞を受賞した。

## 出演
脚注の無いデータは、オフィスキイワード公式サイト内にあるプロフィールからの参考。単発出演については除外する。

### テレビ番組
- もうすぐ山梨のおひる（NHK甲府放送局） - メインキャスター
- Newsまるごと山梨（NHK甲府放送局）
- NHKニュースおはよう日本（NHK総合テレビ） - 旅コーナーリポーター
- ゆうどきネットワーク（NHK総合テレビ） - 旅コーナーリポーター

### ラジオ番組
- NHKマイあさラジオ（NHKラジオ第1ほか） - 月曜 - 金曜担当（隔週出演）[6]
- お便りラジオ（NHKラジオ第1ほか）
- マイあさ!（NHKラジオ第1ほか） - 代理出演（2020年3月まで）[1]
- 歌声は風にのって（ラジオ関西） - 水曜・木曜担当（2024年4月 - ）[8]
- 歌声は風にのって〜ブランチ〜（ラジオ関西） - 水曜・木曜担当（2024年4月 - ）[8]

### CM
- グルメエックス株式会社「宅麺.com」（テレビ大阪）